# Cutervo (provincie)
| Cutervo                                                   | Cutervo                        |
| --------------------------------------------------------- | ------------------------------ |
| Harta localizării provinciei în cadrul regiunii Cajamarca |                                |
| Informații generale                                       |                                |
| Nume nativ                                                | Provincia de Cutervo           |
| Țară                                                      | Peru                           |
| Regiune                                                   | Cajamarca                      |
| Fondare                                                   | 22 octombrie 1910              |
| Primar                                                    | Segundo Pinedo (2011-2014)     |
| - Capitală                                                | Cutervo                        |
| - Suprafață totală                                        | 3028,46 km2                    |
| - Districte                                               | 15                             |
| Populație                                                 |                                |
| An recensământ                                            | 2007                           |
| - Totală                                                  | 138 213                        |
| - Densitate                                               | 45,64/km2                      |
| Fus orar                                                  | UTC-5                          |
| Sit web                                                   | http://www.municutervo.gob.pe/ |
| UBIGEO                                                    | 0606                           |
| Modifică text                                             |                                |

Cutervo este una dintre cele treisprezece provincii din regiunea Cajamarca din Peru. Capitala este orașul Cutervo. Se învecinează cu provinciile Jaén și Chota, și cu regiunile Amazonas și Lambayeque.

## Diviziune teritorială
Provincia este divizată în 15 districte (spaniolă: distritos, singular: distrito):
- Cutervo
- Callayuc
- Choros
- Cujillo
- La Ramada
- Pimpingos
- Querocotillo
- San Andrés de Cutervo
- San Juan de Cutervo
- San Luis de Lucma
- Santa Cruz
- Santo Domingo de la Capilla
- Santo Tomás
- Socota
- Toribio Casanova